# Gärdesgatan

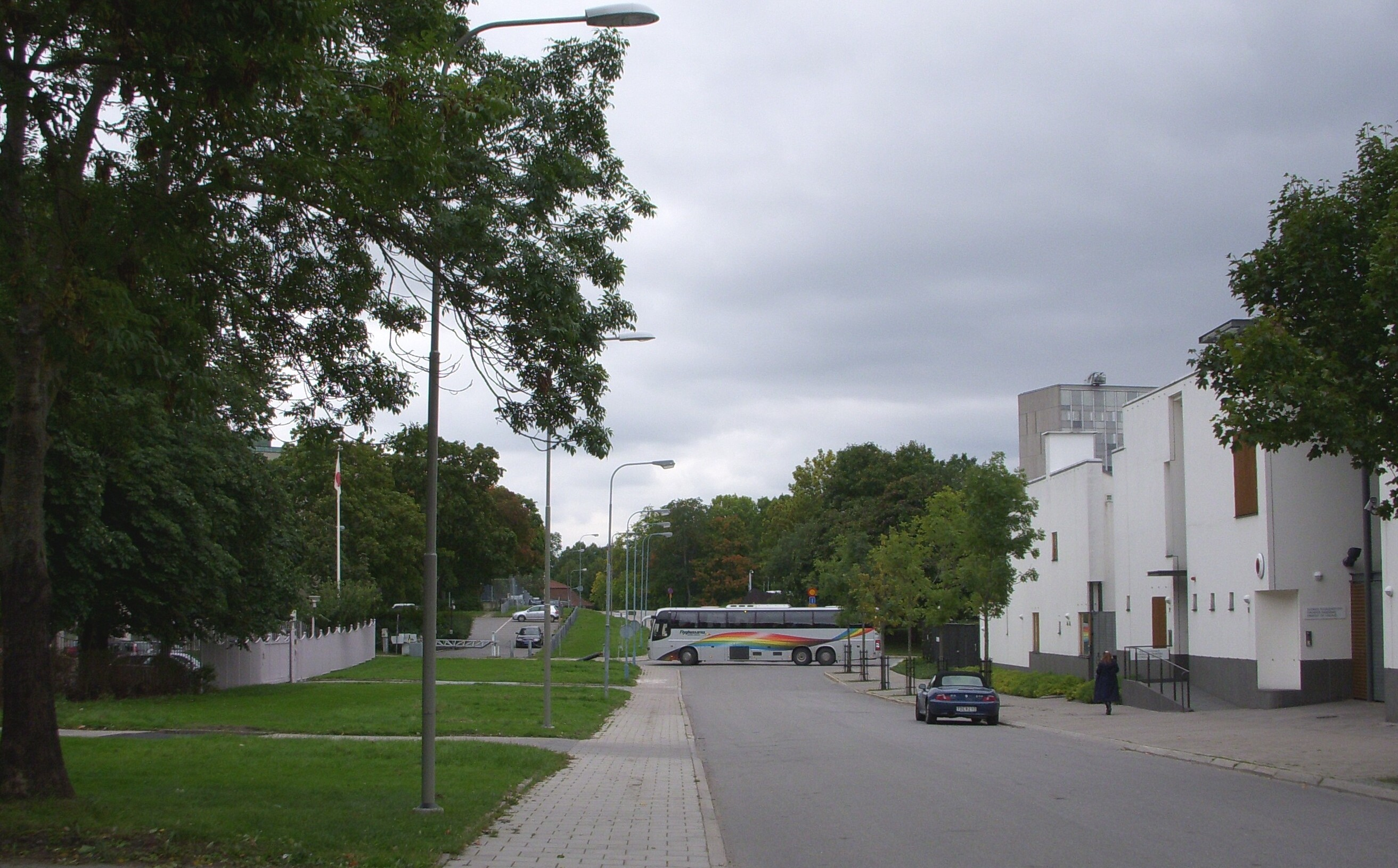
Gärdesgatan mot syd, t.h. Finska borgen, t.v. Japans ambassad.

Gärdesgatan är en gata i stadsdelen Östermalm i Stockholm. Gärdesgatan leder i nord-sydlig riktning genom ambassadkvarteren i Diplomatstaden och är ungefär 300 meter lång.
I söder börjar Gärdesgatan vid Dag Hammarskjölds väg, i norr slutar gatan vid Valhallavägens ostligaste del. Gärdesgatan fick sitt namn år 1931 efter Ladugårdsgärdet som finns i grannskapet.
Gärdesgatan är numera känd som adress för några ambassader i Stockholm. Här kan nämnas Finlands ambassad, den "Finska borgen" (Gärdesgatan 11), Japans ambassad (Gärdesgatan 10), det tyska residenset (Gärdesgatan 4) och USA:s ambassad (Gärdesgatan 2). Vid Gärdesgatan 14 finns Italienska kulturinstitutet i Stockholm. Väster om Gärdesgatan utbreder sig ett stort område med anläggningarna för Sveriges Radio och Sveriges Television.
Gatan var tidigare tänkt att förlängas till Lindarängsvägen tvärs över Gärdet via en rondell vid Valhallavägen. 